# Antonin Rouzier
Antonin Rouzier (Saint-Martin-d'Hères, Francia; 18 de agosto de 1986) es un jugador profesional de voleibol francés que ocupa la posición de receptor/atacnte en el Arkas Esmirna y en la  selección francesa.

## Trayectoria

### Clubes
Rouzier empieza su carrera deportiva en los equipos juvenil cerca de su ciudad natal y en 2002 es elegido por el equipo de formación de la federación francesa, el Centre National du Volley-Ball (CNVB). En 2004 juega su primera temporada como profesional en el Spacer's Toulouse Volley de Primera División y en las tres temporadas siguientes juega por equipos distintos sin lograr ganar títulos. Tras una temporada en el Knack Roeselare  de Bélgica en 2009/2010, en la cual su equipo es derrotado en la final de los playoff de la Primera División, ficha por dos temporadas por el SPVB Poitiers. Por fin gana su primer título, el campeonato de Francia de 2010/2011 tras vencer al Tours Volley-Ball por 3-2 en la final de los playoff.
En verano 2011 se marcha al ZAKSA Kędzierzyn-Koźle polaco con el cual consigue ganar la Copa de Polonia de 2012/2013; tras una temporada sin éxitos en el Piemonte Volley ficha por el ZiraatBank Ankara de Turquía. En la temporada 2015/2016 ficha por el Arkas Esmirna.

### Selección
Debuta con la selección de Francia en 2006 y en el mismo año consigue la plata en la Liga Mundial tras perder frente a Brasil en la final por 2-3. Precisamente en Brasil en 2015 consigue ganar la misma Liga Mundial anotando 17 puntos (mejor anotador del partido) en la final frente a Serbia.
En el Campeonato Europeo ha disputado dos veces la final: en 2009 siendo derrotado por la selección de Polonia (3-1) y en la edición de 2015. En esta ocasión la selección francesa logra una historia medalla de oro ganando por 3-0 ante Eslovenia y Rouzier, autor de 21 puntos, es nombrado Mejor Jugador del torneo.

## Palmarés

### Clubes
- Campeonato de Francia (1): 2010/2011
- Copa de Polonia (1): 2012/2013